# Liste des gouverneurs du Connecticut

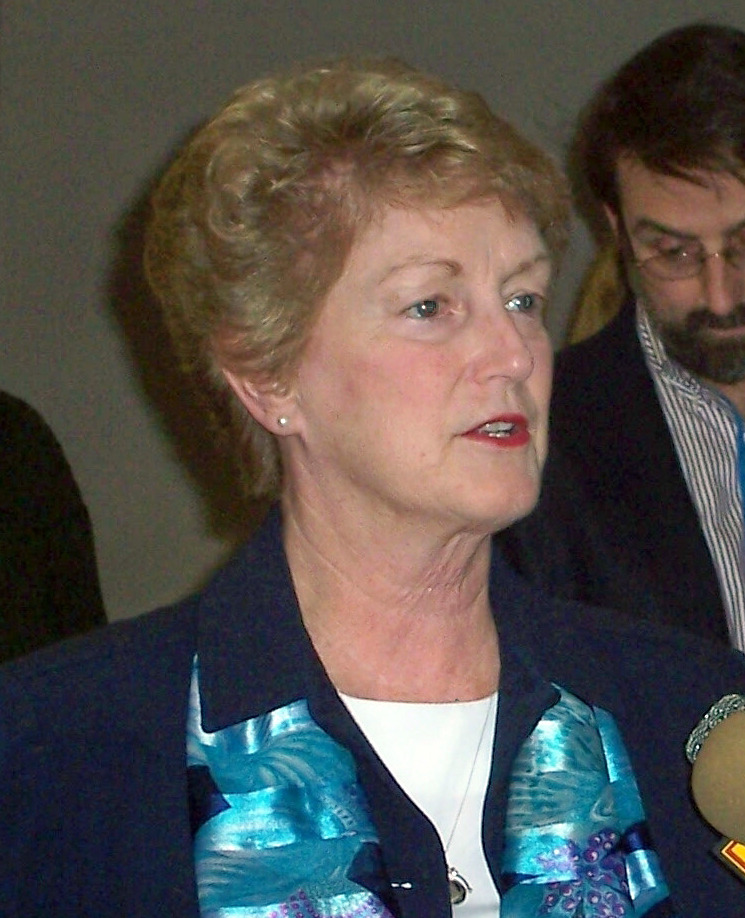
Jodi Rell, gouverneur du Connecticut de 2003 à 2011.

Le gouverneur du Connecticut est le chef de la branche exécutive du gouvernement du Connecticut et le commandant-en-chef des forces militaires.
L'actuel gouverneur est le démocrate Ned Lamont depuis le 9 janvier 2019.

## Histoire
Il y a eu 69 gouverneurs de l’État après la Révolution. Quatre d’entre eux ont exercé des mandats non consécutifs : Henry W. Edwards, James E. English, Marshall Jewell et Raymond E. Baldwin. Les mandats les plus longs ont eu lieu dans les premières années de l’État, lorsque quatre gouverneurs ont été élus pour neuf mandats d’un an ou plus. La plus longue fut celle du premier gouverneur, Jonathan Trumbull, qui servit plus de 14 ans, dont 7  en tant que gouverneur colonial ; le gouverneur de l’État qui a servi le plus longtemps de manière continue est son fils, Jonathan Trumbull, Jr., qui a servi plus de 11 ans. En 1975, Ella T. Grasso devient la première femme à occuper le poste de gouverneur du Connecticut. Elle est également la première femme gouverneur à ne pas être l’épouse ou la veuve d'un précédent gouverneur. Enfin, Lowell Weicker est connu pour sa rare victoire d’un parti tiers dans la politique américaine, ayant été élu pour un mandat en 1990 représentant le parti du Connecticut

## Conditions éligibilité
La Constitution actuelle du Connecticut, ratifiée en 1965, prévoit un mandat de quatre ans pour le gouverneur, à compter du mercredi suivant le premier lundi de janvier suivant une élection. La constitution précédente de 1818 ne prévoyait à l’origine qu’un mandat d’un an pour le gouverneur ; ee mandat a été porté à deux ans en 1875 et à quatre ans en 1948. La Constitution prévoit l’élection d’un lieutenant-gouverneur pour le même mandat que le gouverneur. Les deux sont élus sur la même liste ; cette disposition a été ajoutée en 1962. En cas de vacance de la charge de gouverneur, le lieutenant-gouverneur devient gouverneur. Il n’y a aucune limite d’aucune sorte au nombre de mandats qu’une personne peut accomplir.

## Pouvoirs
Il a le devoir d'imposer le respect des lois de l'État et le pouvoir d'approuver ou de mettre un veto sur les projets de loi votés par l'Assemblée générale. Contrairement à la plupart de ses homologues des autres États, le gouverneur du Connecticut ne dispose pas du droit de grâce. Le gouverneur du Connecticut est automatiquement membre de la Commission de cautionnement de l’État. Il est membre d’office du conseil d’administration de l’Université du Connecticut et de l’Université Yale.

## Liste
| No | Nom                      | Parti | Parti                       | Mandat      |
| -- | ------------------------ | ----- | --------------------------- | ----------- |
| 1  | Jonathan Trumbull        |       | Sans affiliation            | 1776–1784   |
| 2  | Matthew Griswold         |       | Sans affiliation            | 1784–1786   |
| 3  | Samuel Huntington        |       | Parti fédéraliste           | 1786–1796   |
| 4  | Oliver Wolcott           |       | Parti fédéraliste           | 1796–1797   |
| 5  | Jonathan Trumbull, Jr.   |       | Parti fédéraliste           | 1797–1809   |
| 6  | John Treadwell           |       | Parti fédéraliste           | 1809–1811   |
| 7  | Roger Griswold           |       | Parti fédéraliste           | 1811–1812   |
| 8  | John Cotton Smith        |       | Parti fédéraliste           | 1812–1817   |
| 9  | Oliver Wolcott, Jr.      |       | Toleration Party            | 1817–1827   |
| 10 | Gideon Tomlinson         |       | Parti républicain-démocrate | 1827–1831   |
| 11 | John Samuel Peters       |       | Parti national-républicain  | 1831–1833   |
| 12 | Henry W. Edwards         |       | Parti démocrate             | 1833–1834   |
| 13 | Samuel A. Foot           |       | Parti Whig                  | 1834–1835   |
| 14 | Henry W. Edwards         |       | Parti démocrate             | 1835–1838   |
| 15 | William W. Ellsworth     |       | Parti Whig                  | 1838–1842   |
| 16 | Chauncey Fitch Cleveland |       | Parti démocrate             | 1842–1844   |
| 17 | Roger Sherman Baldwin    |       | Parti Whig                  | 1844–1846   |
| 18 | Isaac Toucey             |       | Parti démocrate             | 1846–1847   |
| 19 | Clark Bissell            |       | Parti Whig                  | 1847–1849   |
| 20 | Joseph Trumbull          |       | Parti Whig                  | 1849–1850   |
| 21 | Thomas Hart Seymour      |       | Parti démocrate             | 1850–1853   |
| 22 | Charles H. Pond          |       | Parti démocrate             | 1853–1854   |
| 23 | Henry Dutton             |       | Parti Whig                  | 1854–1855   |
| 24 | William Minor            |       | American                    | 1855–1857   |
| 25 | Alexander Holley         |       | Parti républicain           | 1857–1858   |
| 26 | William A. Buckingham    |       | Parti républicain           | 1858–1866   |
| 27 | Joseph Hawley            |       | Parti républicain           | 1866–1867   |
| 28 | James English            |       | Parti démocrate             | 1867–1869   |
| 29 | Marshall Jewell          |       | Parti républicain           | 1869–1870   |
| 30 | James English            |       | Parti démocrate             | 1870–1871   |
| 31 | Marshall Jewell          |       | Parti républicain           | 1871–1873   |
| 32 | Charles Ingersoll        |       | Parti démocrate             | 1873–1877   |
| 33 | Richard Hubbard          |       | Parti démocrate             | 1877–1879   |
| 34 | Charles Andrews          |       | Parti républicain           | 1879–1881   |
| 35 | Hobart Bigelow           |       | Parti républicain           | 1881–1883   |
| 36 | Thomas Waller            |       | Parti démocrate             | 1883–1885   |
| 37 | Henry Harrison           |       | Parti républicain           | 1885–1887   |
| 38 | Phineas Lounsbury        |       | Parti républicain           | 1887–1889   |
| 39 | Morgan Bulkeley          |       | Parti républicain           | 1889–1893   |
| 40 | Luzon Morris             |       | Parti démocrate             | 1893–1895   |
| 41 | Owen Vincent Coffin      |       | Parti républicain           | 1895–1897   |
| 42 | Lorrin Cooke             |       | Parti républicain           | 1897–1899   |
| 43 | George Lounsbury         |       | Parti républicain           | 1899–1901   |
| 44 | George P. McLean (en)    |       | Parti républicain           | 1901–1903   |
| 45 | Abiram Chamberlain       |       | Parti républicain           | 1903–1905   |
| 46 | Henry Roberts            |       | Parti républicain           | 1905–1907   |
| 47 | Rollin Woodruff          |       | Parti républicain           | 1907–1909   |
| 48 | George Lilley            |       | Parti républicain           | 1909–1909   |
| 49 | Frank B. Weeks           |       | Parti républicain           | 1909–1911   |
| 50 | Simeon Baldwin           |       | Parti démocrate             | 1911–1915   |
| 51 | Marcus Holcomb           |       | Parti républicain           | 1915–1921   |
| 52 | Everett Lake             |       | Parti républicain           | 1921–1923   |
| 53 | Charles A. Templeton     |       | Parti républicain           | 1923–1925   |
| 54 | Hiram Bingham III        |       | Parti républicain           | 1925–1925   |
| 55 | John H. Trumbull         |       | Parti républicain           | 1925–1931   |
| 56 | Wilbur Lucius Cross      |       | Parti démocrate             | 1931–1939   |
| 57 | Raymond Baldwin          |       | Parti républicain           | 1939–1941   |
| 58 | Robert Hurley            |       | Parti démocrate             | 1941–1943   |
| 59 | Raymond Baldwin          |       | Parti républicain           | 1943–1946   |
| 60 | Wilbert Snow             |       | Parti démocrate             | 1946–1947   |
| 61 | James McConaughy         |       | Parti républicain           | 1947–1948   |
| 62 | James C. Shannon         |       | Parti républicain           | 1948–1949   |
| 63 | Chester Bowles           |       | Parti démocrate             | 1949–1951   |
| 64 | John Davis Lodge         |       | Parti républicain           | 1951–1955   |
| 65 | Abraham A. Ribicoff      |       | Parti démocrate             | 1955–1961   |
| 66 | John Dempsey             |       | Parti démocrate             | 1961–1971   |
| 67 | Thomas Meskill           |       | Parti républicain           | 1971–1975   |
| 68 | Ella T. Grasso           |       | Parti démocrate             | 1975–1980   |
| 69 | William A. O'Neill       |       | Parti démocrate             | 1980–1991   |
| 70 | Lowell Weicker           |       | Parti du Connecticut        | 1991–1995   |
| 71 | John G. Rowland          |       | Parti républicain           | 1995–2004   |
| 72 | Jodi Rell                |       | Parti républicain           | 2004–2011   |
| 73 | Dan Malloy               |       | Parti démocrate             | 2011-2019   |
| 74 | Ned Lamont               |       | Parti démocrate             | depuis 2019 |

### Source
- (en) Cet article est partiellement ou en totalité issu de l’article de Wikipédia en anglais intitulé « List of governors of Connecticut » (voir la liste des auteurs).